# Aldeia de Santa Margarida
A Aldeia de Santa Margarida é uma povoação portuguesa sede da Freguesia de Aldeia de Santa Margarida do Município de Idanha-a-Nova, freguesia com 13,62 km² de área e 201 habitantes (censo de 2021), tendo, por isso, uma densidade populacional de 14,8 hab./km².

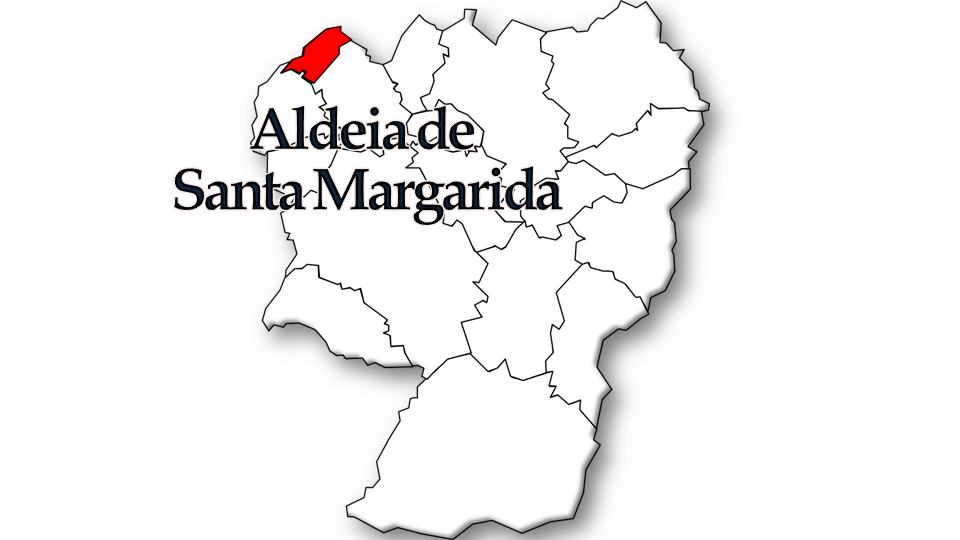
Localização no Município de Idanha-a-Nova

Aldeia de Santa Margarida tem por orago Santa Margarida.

## Localização

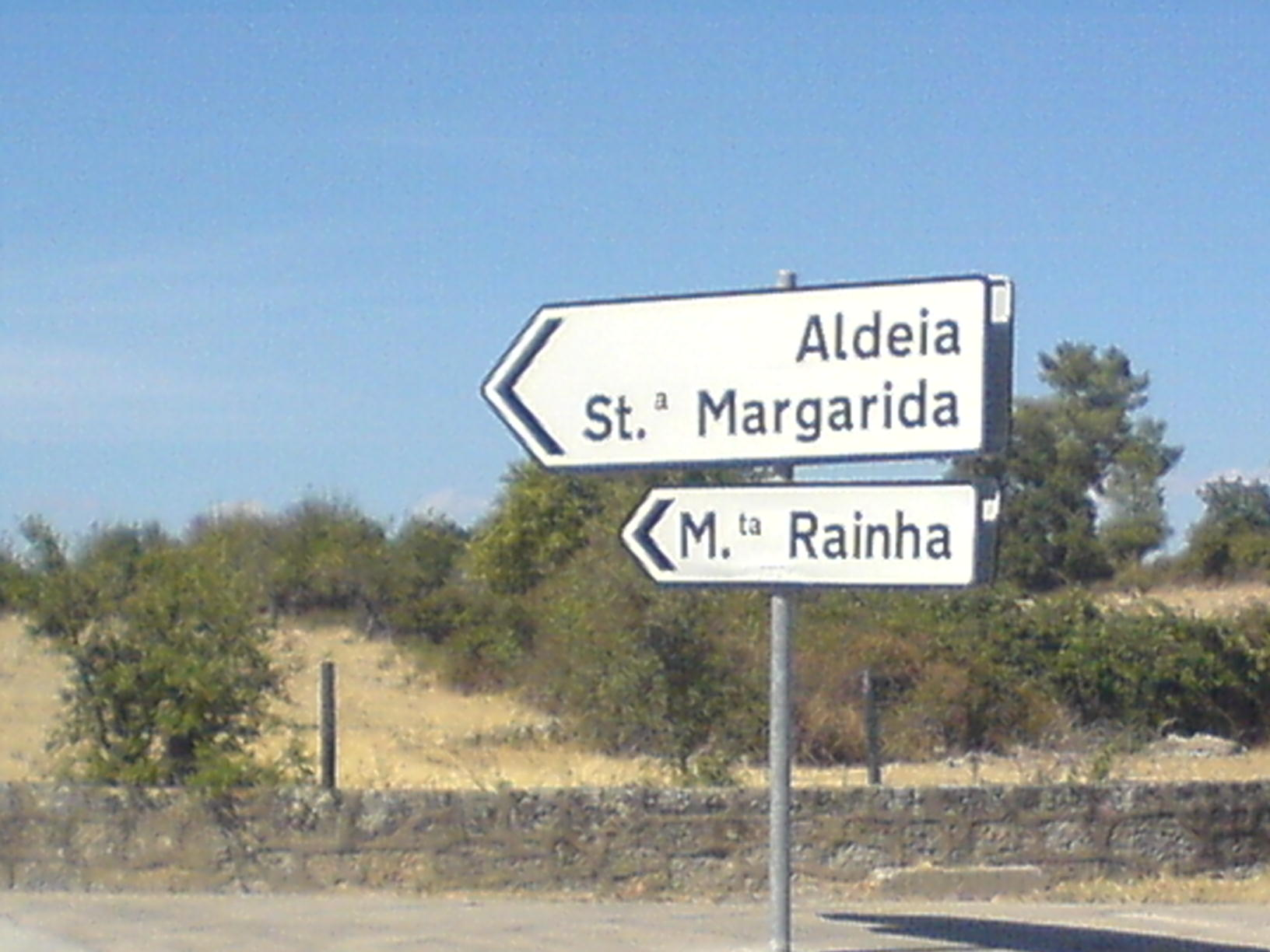
Cruzamento da EN 233.

A Aldeia de Santa Margarida encontra-se a aproximadamente 28 km da sede do município, Idanha-a-Nova, a uma altitude de 426 m. É considerada a última povoação do município de Idanha-a-Nova, fazendo fronteira, a noroeste, com os municípios de Penamacor e do Fundão.
A Freguesia de Aldeia de Santa Margarida é, das 17 freguesias que compõem o município de Idanha-a-Nova, aquela que ocupa uma menor área geográfica.
Dista cerca de cinco quilómetros da freguesia de Mata da Rainha e do lugar das Martianas, que pertence à freguesia da Orca, estando ambas integradas no município vizinho do Fundão. Fica igualmente muito próxima das localidades de São Miguel D'Acha (também pertencente ao município de Idanha-a-Nova), que fica a cerca de 5,5 km, e de Pedrógão de São Pedro (município de Penamacor), a aproximadamente 4,5 km.

## Demografia
A população registada nos censos foi:
| Ano  | 0-14 Anos | 15-24 Anos | 25-64 Anos | > 65 Anos |
| 2001 | 27        | 30         | 152        | 160       |
| 2011 | 23        | 18         | 123        | 128       |
| 2021 | 8         | 10         | 90         | 93        |

## História

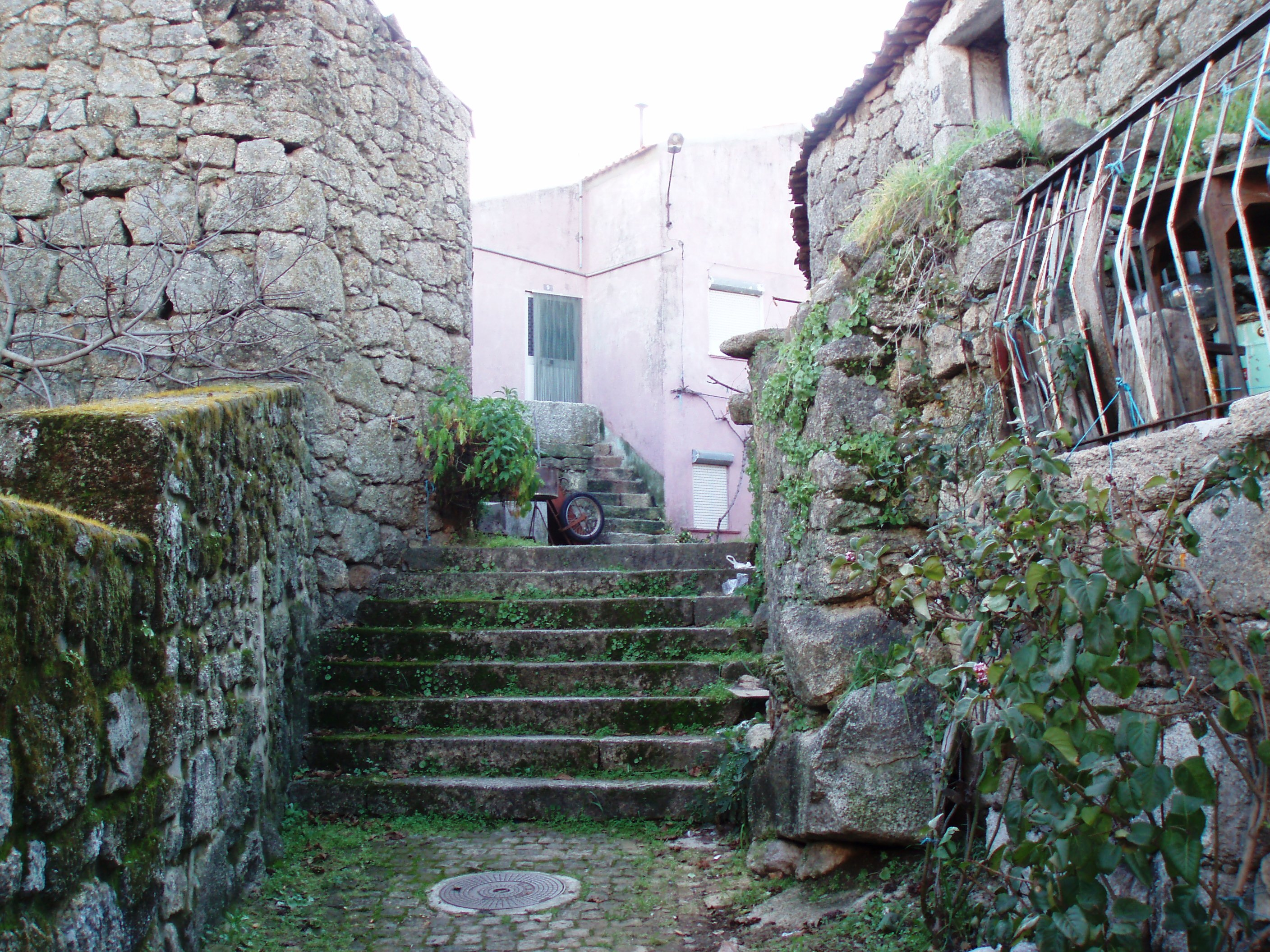
Quelha do Reduto.

De acordo com alguns registos, a aldeia terá nascido à volta de um velho castro, em época remota muito anterior à formação de Portugal, existindo mesmo vestígios que parecem justificar a existência de presença humana desde, pelo menos, o tempo dos romanos e dos Lusitanos. O primitivo nome ter-lhe-á vindo de uma velha família do tempo da ação repovoadora, os irmãos Gosende. Quando o povoamento definitivo desta freguesia se verifica já o nome primitivo se teria perdido e era conhecida, somente, por aldeia.
Como sucedeu com outras localidades da época do repovoamento, a esta palavra acrescentou-se o nome de um santo. Ora, viveu no século III, perto de Antioquia, cidade turca de grande importância na época, uma jovem muito bonita, de nome Margarida, que foi expulsa de casa por ter aderido ao Cristianismo. Fez-se pastora e mais tarde, por ter mantido a sua convicção, foi martirizada. Assumiu grande popularidade na Europa dando o seu nome a pessoas de todas as categorias sociais e a grande número de localidades.

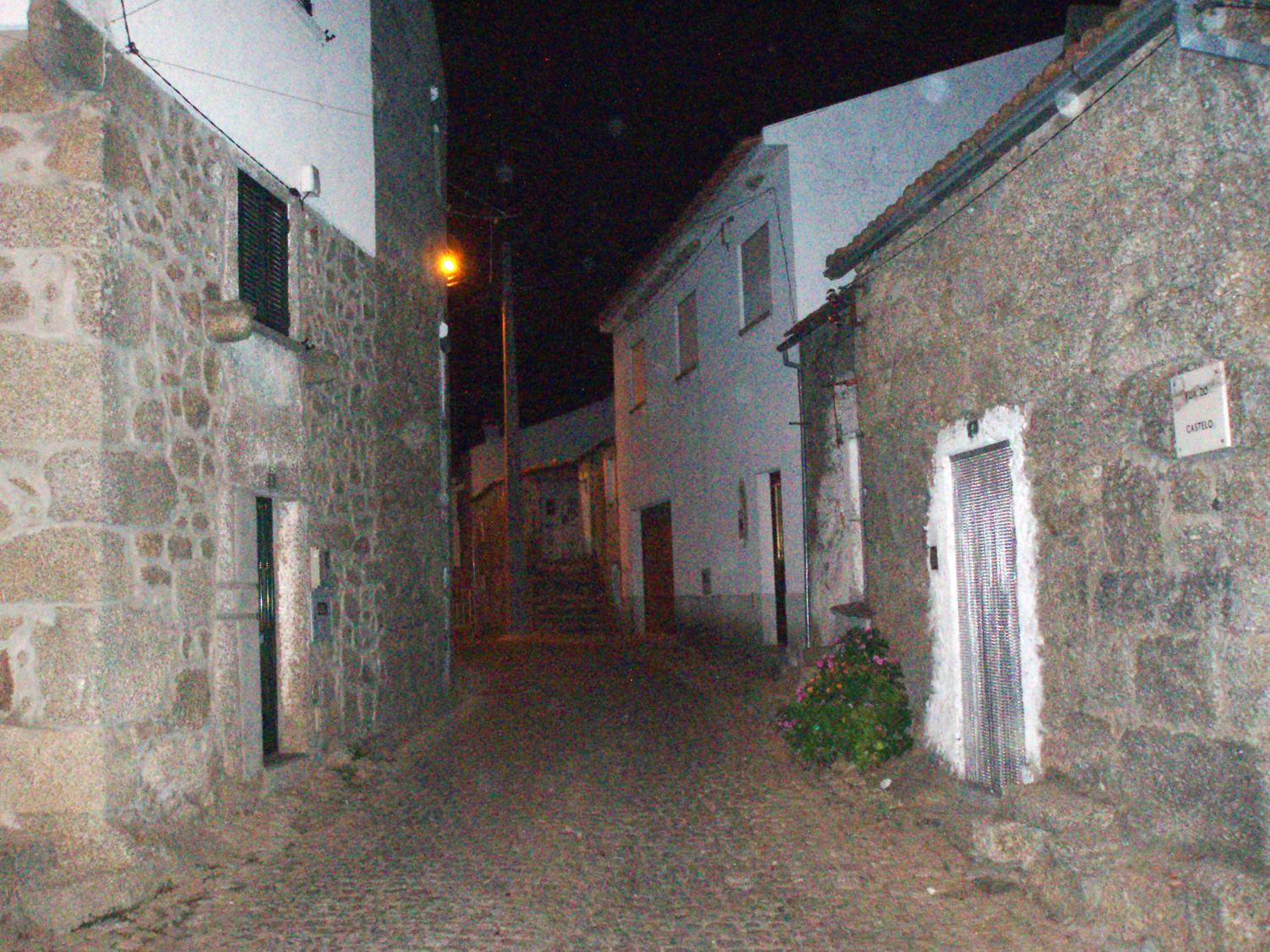
Rua do Castelo.

Foi, pois, mas já numa época mais recente, que o nome desta santa veio completar o atual topónimo de Aldeia de Santa Margarida. Isto porque o culto a Santa Margarida, na Península Ibérica, apenas se verifica a partir do século XIV. Tal como aconteceu, de um modo geral em toda a região da velha Egitânia (hoje conhecida por Idanha-a-Velha), a sua população seria muito reduzida, havendo inclusive suspeitas de que a freguesia, durante o século XII, possa mesmo ter chegado a ficar deserta ou quase desabitada.
Embora se desconheça com total certeza qual a verdadeira origem da freguesia de Aldeia de Santa Margarida, supõe-se igualmente que esta possa ter estado ligada à Ordem dos Pobres Cavaleiros de Cristo e do Templo de Salomão, também conhecida por Ordem dos Templários ou Ordem dos Cavaleiros Templários. De acordo com os diversos relatos históricos existentes, esta ordem de cavalaria teve uma forte influência na região da Beira Baixa durante o período da Reconquista.
Suspeitou-se igualmente que a freguesia fizesse parte da rota dos Caminhos de Santiago de Compostela, uma vez que por cima da porta na fachada da Igreja Matriz virada para o adro se encontra embutida uma concha, símbolo daquele santo. No entanto, e de acordo com algumas informações recolhidas de alguns especialistas neste tipo de património e historiadores, este é um elemento que aparece habitualmente nas igrejas que foram construídas durante o século XVIII e é, tão-somente, um símbolo do baptismo.

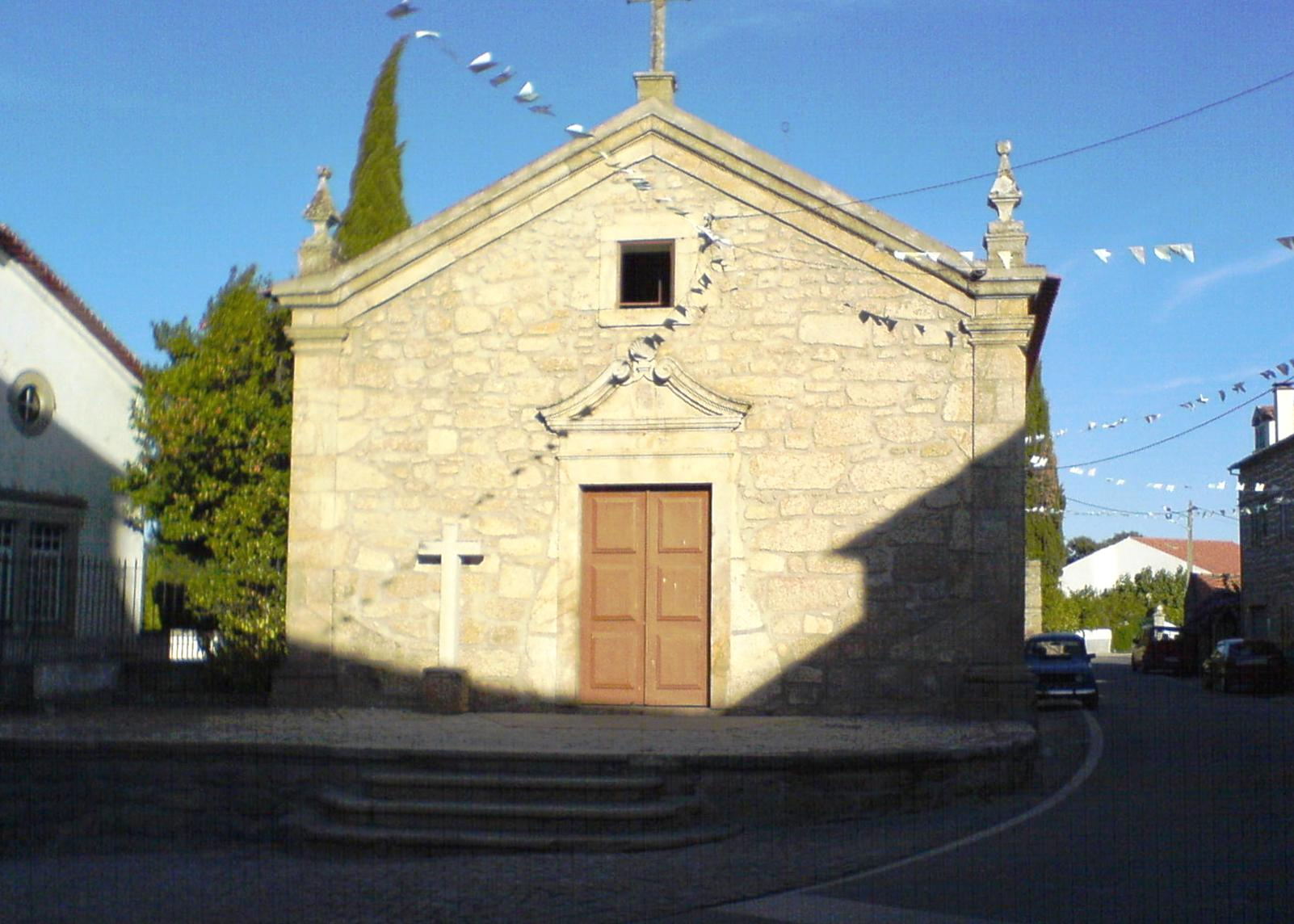
Igreja Matriz de Aldeia de Santa Margarida.

Embora algumas marcas se tenham perdido ao longo dos tempos, são vários os vestígios da idade avançada desta localidade que ainda se podem observar ao percorrer as ruas e arredores da aldeia. Na Lajola, que se pensa ser a parte mais antiga da povoação, existiam algumas sepulturas cavadas no granito mas que, hoje, se encontram cobertas com cimento. Na Rua do Reduto existe aquilo que terá sido um castro romano. No quintal anexo terão existido mesmo restos de um contraforte, um poço e uma parede, com toda a probabilidade de ter feito parte do complexo do reduto.
A Igreja Matriz de Aldeia de Santa Margarida, de acordo com uma inscrição cravada numa pedra por cima da porta da entrada principal, é datada de 1708 e foi recentemente restaurada. No campanário da mesma, na fachada que se encontra virada para a estrada, pode-se ver uma pedra que se pensa ser de origem romana. Devido à ação da hera, que durante muitos anos cobriu esta pedra, as inscrições estão, nos dias de hoje, praticamente ilegíveis. Na outra parede está ainda instalada uma das várias fontes distribuídas por diversas ruas da freguesia.
Durante os levantamentos arqueológicos feitos no Município de Idanha-a-Nova, e mais concretamente na Freguesia de Aldeia de Santa Margarida, foi ainda detectada uma ara romana reaproveitada num assento de uma porta de habitação.
Em 2008 celebraram-se os trezentos anos da construção da igreja e, para o efeito, foram efectuadas várias cerimónias. Na última delas foi colocada uma lápide evocativa do Jubileu do 3.º centenário da edificação daquele espaço de culto.

## Evolução administrativa
O rei D. Sancho I deu Proença-a-Velha a D. Pedro Alvito, 11.º mestre da Ordem dos Templários, e a seus frades, que em Abril de 1218 lhe deram foral. Mais tarde, a 1 de Junho de 1510, já no reinado de D. Manuel I, é dado novo foral a Proença-a-Velha. O concelho, da comarca de Castelo Branco, era, então, unicamente constituído pela sua sede e pelas freguesias de Aldeia de Santa Margarida e São Miguel d'Acha, que eram consideradas "povoações termo do concelho".
Foi, ainda, vigairaria da Ordem de Cristo e da apresentação da Mesa de Consciência, igualmente no termo de Proença-a-Velha. Terá tido Justiça ordinária que lhe foi tirada, por sentença, a favor desta.
Com a vitória definitiva dos liberais é extinto concelho de Proença-a-Velha, do qual Aldeia de Santa Margarida fazia parte. O decreto de 6 de novembro de 1836 extinguiu mais de 400 concelhos, entre os quais o de Proença-a-Velha, sendo este integrado no concelho (atual município) de Idanha-a-Nova, no Distrito de Castelo Branco, situação que se manteve até à atualidade.

## Política
A nível local, durante os séculos XVII, XVIII e XIX, sobretudo, Aldeia de Santa Margarida sempre teve pouca representação ao nível dos eleitos para os cargos municipais. De acordo com Nuno Pousinho, o peso desta freguesia na vida político-administrativa do então concelho de Proença-a-Velha era reduzido. Deste modo, no final do século XVIII, dos seis informantes existentes no município, somente dois elementos eram de Aldeia de Santa Margarida. O informante tinha como principal missão ajudar o corregedor na escolha dos futuros vereadores, dando preciosas informações sobre os candidatos, a sua vida e personalidade.
Por outro lado, também ao nível dos vereadores, pela sua dimensão, população e peso económico, a representação desta freguesia era diminuta face à sede do município. Assim, e segundo o trabalho de Nuno Pousinho, entre 1780 e 1788, a Aldeia de Santa Margarida nunca teve mais do que seis vereadores, de um total variável de 15 a 20 eleitos. As escolhas quer para vereador, quer para informante eram sempre nomeações de elevada importância em termos sociais.
| 1780 | 1781 | 1782 | 1783 | 1784 | 1785 | 1786 | 1787 | 1788 |
| 4    | 4    | 4    | 6    | 6    | 6    | 5    | 5    | 5    |

Já no que diz respeito aos procuradores, e no que se refere aos anos atrás referidos, Aldeia de Santa Margarida nunca teve qualquer elemento arrolado, recaindo as escolhas sempre sobre homens de Proença-a-Velha. Também aqui se vê a diminuta importância da aldeia na vida do pequeno concelho beirão.

### Acessos rodoviários
O acesso rodoviário à freguesia é feito através de uma estrada municipal, que faz a ligação à Estrada Nacional N233, a qual, por seu turno, faz a ligação, junto à entrada de São Miguel D'Acha, à freguesia da Orca e, a partir daí, ao Fundão, Covilhã e Guarda.
A via rodoviária nacional, que passa a cerca de 300 metros da aldeia, faz igualmente a ligação a Castelo Branco, Guarda, Penamacor e Sabugal. A partir desta última localidade é possível chegar à fronteira com Espanha, utilizando para isso a Estrada Nacional n.º 332. A partir de Aldeia de Santa Margarida pode também chegar-se a Espanha através da fronteira junto ao lugar das Termas de Monfortinho, situado na freguesia de Monfortinho.

### Transportes rodoviários
A constante redução da população tem levado as empresas de transportes rodoviários a diminuírem as ofertas existentes nas ligações entre as diversas localidades da região, sobretudo aquelas que, em termos de população, se encontram mais desertificadas. Neste domínio, a autarquia de Idanha-a-Nova tem vindo a assumir um importante papel.
No âmbito da iniciativa do Cartão Raiano +65, desenvolvido pelo Gabinete de Ação Social e Saúde desta câmara, foi criada, entre outras ações, uma rede de transportes alternativos que abrangem todo o município e que funciona durante todos os dias úteis, sendo a sua utilização gratuita para os portadores do Cartão Raiano +65.
A restante população também poderá utilizar estes transportes, embora mediante pagamento de um título de transporte. Esta iniciativa tem contribuído para o aumento da mobilidade dos residentes, nomeadamente no acesso a bens e serviços que normalmente se encontram concentrados na sede do município.

## Economia
Aldeia de Santa Margarida, tal como muitas das freguesias do interior de Portugal, está muito ligada ao sector primário, nomeadamente à agricultura.
Contudo, e porque no último quarto do século XX se assistiu a um grande êxodo populacional, quer para os grandes centros urbanos no litoral do país, quer para o estrangeiro, a população desta freguesia tem vindo a diminuir de forma significativa. Para esta redução contribuiu igualmente a diminuição da taxa de natalidade. Estes dois fatores conjugados contribuíram para um aumento do abandono de muitas das terras. E, consequentemente, uma diminuição da produção agrícola e dos rendimentos daí retirados.
Os principais produtos cultivados na aldeia, à semelhança do que sucede na restante região, são a cortiça, a azeitona, a batata, o milho, a maçã, a uva e a laranja. Produz-se ainda azeite e vinho. Devido à existência de boas pastagens, a criação de ovinos e caprinos tem igualmente algum peso na riqueza da população.
Como outras atividades de interesse salienta-se a construção civil, o pequeno comércio e algum artesanato.
De acordo com os Censos de 2001, tal como refere a Adraces - Associação para o Desenvolvimento da Raia Centro Sul no seu retrato de Aldeia de Santa Margarida em Novembro de 2009, 67% dos 140 trabalhadores no ativo da freguesia eram empregados por conta de outrem. Dos 140 ativos, 35,9% estava empregado no setor terciário. Ainda segundo estes dados, a proporção de reformados era de 43,9%.

## Emprego
De acordo com dados divulgados pelo (IEFP), o Município de Idanha-a-Nova, em Maio de 2016, tinha inscritos no centro de emprego local 327 pessoas, das quais 153 eram homens e 174 mulheres.
Os dados do IEFP permitem ainda perceber que dos 327 desempregados registados em Maio de 2019, 32 têm menos de 25 anos de idade e 45 têm idades compreendidas entre os 25 e os 34 anos. O grupo etário que maior número de desempregados regista é o da faixa entre os 35 e os 54 anos com 131 inscritos, enquanto o dos que têm 55 e mais anos contabiliza 119 inscritos.
Por níveis de escolaridade, o grupo que tem apenas o 1.º ciclo do ensino básico é o que regista mais inscritos, com 77 desempregados. Seguem-se os grupos daqueles que têm menos do que o 1.º ciclo do ensino básico (ou incompleto), com 72 pessoas, e com o 3.º ciclo obrigatório, onde se contabilizam 55 desempregados.
Em relação aos que têm formação superior regista-se um total de 24 desempregados, enquanto o grupo daqueles que têm como habilitações literárias o Ensino Secundário é composto por 56 pessoas desempregadas.
Verifica-se igualmente, olhando aos dados em apreço, que 137 dos desempregados está inscrito no Centro de Emprego há menos de um ano, enquanto 190 estão há um ano e mais.
Das 327 pessoas inscritas, 271 estão à procura de novo emprego, enquanto apenas 56 procuram o seu primeiro emprego.

## Cultura e tradições
Em termos culturais, Aldeia de Santa Margarida não difere muito do que é a tradição na região Beira Baixa.

### Serração da Velha
A Serração da Velha é uma antiga tradição popular, frequentemente associada a rituais de passagem e ligada ao simbolismo da regeneração e renovação. Esta tradição realiza-se na noite de quarta-feira que precede o terceiro domingo da Quaresma, período entre o Carnaval e a Páscoa, em muitos locais do Brasil e de Portugal.
Em muitas localidades, a velha é uma boneca em forma de mulher, enquanto noutros é um tronco de madeira, que é carregada para o local onde vai ser serrada. Além da Velha, fazem parte do cortejo, os netos, o sacristão, um juiz, um louco e as vizinhas. Todas estas personagens, acompanhadas pelo restante povo, acompanham a Velha que, antes de ser serrada, percorre a aldeia presa num cortiço transportado por um burro.
De acordo com A. Alfredo Alves, no volume III da Revista Lusitana, no dia conhecido geralmente por esta designação, um grupo de rapazes percorre as rua da aldeia, já um pouco embriagados, carregando consigo um enorme cortiço. Ao chegarem à porta das mulheres mais idosas da freguesia, o cortiço é colocado no chão e um ou vários jovens, fingindo que estão a serrar a suposta velha que se encontra dentro do cortiço, começam a gritar a plenos pulmões: «ai a nossa avó, ai a nossa avó (nome da pessoa).». Simultaneamente, os outros elementos do grupo, fingindo ser a velha que se encontra no cortiço, suplicam aos berros para não ser serrada. O povo acompanha a encenação com gritos de «Serra a velha, serra a velha!»

### Chorar o Entrudo
Outra das tradições existentes em Portugal e que também em Aldeia de Santa Margarida era costume, no passado, cumprir-se, por alturas do Carnaval, era o Chorar o Entrudo. Era costume ir chorar à porta de indivíduos que se sabe não gostarem que se lhes aponte factos ridículos da sua vida. É claro que, como recorda A. Alfredo Alves, na Revista Lusitana depositada no Instituto de Camões, muitas vezes estas chamadas de atenção acabavam com cenas de pugilato.
No que à tradição em si diz respeito, por norma dois ou três choradores colocavam-se à porta da vítima e, para melhor se fazerem ouvir, utilizavam uma trombeta. Um deles gritava então:
- Oh amigo fulano de tal, estás tu lá ou não?
- Onde há-de ele estar senão sentado ao seu lume, a conversar com a mulher e com os filhos - respondia outro. Ao que todos retorquiam:
- É verdade, é verdade.
A partir daqui desenvolviam-se as tiradas jocosas, como por exemplo:
- Oh, amigo, lembras-te ainda de quando mataste o porco?
- Pois não havia de lembrar, se até, sem ele saber, lhe roubaram o rabo do porco no dia da matação.
- É verdade, é verdade - respondiam todos, em sonoras gargalhadas.

### Deitar fora o Entrudo
Na Revista Lusitana, A. Alfredo Alves fala ainda em outra tradição relacionada com o período do Entrudo. Na terça-feira de Carnaval, à meia-noite, era costume em Aldeia de Santa Margarida, assim como em outras freguesias portuguesas, deitar-se fora o Entrudo. Para isso eram disparavam-se armas para o ar, queimavam-se bombas e atiravam-se vasos de barro recolhidos desde o início do ano.

### Encomendar as almas
Durante a Quaresma, já de noite cerrada, era costume, à luz de velas ou lanternas de azeite, grupos de homens encapotados de negro e mulheres com os seus xailes pretos tradicionais, pela cabeça, reunirem-se no adro e em locais específicos da aldeia. Aí entoavam, em coro, com tom dolente e triste, procurando passar uma enorme angústia, cânticos em memória das benditas almas do Purgatório. Entre os cânticos habituais, cantavam-se estes versos:
| À porta das almas santas Bate Deus a toda a hora. As almas lhe responderam Ó meu Deus, que queres agora?            | Quem quiser dar esmola aos pobres, Reparai bem como a dais. Dai-a com a mão direita Por alma dos vossos pais. |
| Quero que deixeis o mundo E que venhais para a glória Em companhia dos anjos E da Virgem Nossa Senhora.             | Santa Teresa de Jesus, Menina de cinco anos, Meteu cartas ao correio Este mundo é de enganos.                 |
| Quem quiser dar esmolas aos pobres, Não precisa de ter riqueza, Dai das vossas migalhinhas Que sobram da vossa mesa | Santa Teresa de Jesus Foi ao inferno em vida, Veio toda admirada De ver tanta alma penada.                    |

No final de cada verso ou estrofe, o encomendador pedia vários Pai Nosso pelos que andam sobre as águas do mar ou pelos parentes de cada um, entre vários outros pedidos.

### Enterro do Senhor
Outra das tradições pascais desta aldeia. Ao início da noite de Sexta-feira Santa realiza-se uma procissão pelas ruas da aldeia, com os homens a transportarem em ombros o esquife onde jaz o corpo de Jesus Cristo. A procissão é acompanhada com cânticos melancólicos, sendo que na frente do cortejo um popular transporta a matraca que anuncia a passagem da procissão.

### Caqueiro
Na 2.ª feira de Carnaval era uso os rapazes e raparigas juntarem-se pelas ruas da Aldeia para, em fila, irem atirando uns para os outros os vasos, talhas, telhas e outros objetos de barro que por esses dias iam sendo guardados pelos mais jovens. O primeiro da fila atirava o vaso o seguinte e corria de imediato para o fim da fila para a prolongar o mais possível.
Quem deixasse cair o caco rapidamente tinha de ir "arranhar" (encontrar) outro caco de barro para que a fila não parasse. Quando chegassem a um largo da aldeia fazia-se uma roda e o caco ia sendo atirado de mão em mão.
Por vezes, e para que o vaso circulasse de mão em mão mais depressa colocava-se palhas a arder dentro do caco. Todas estas brincadeiras eram acompanhadas, claro, de cânticos.

### O Belocissimo
Antigamente, durante as sextas-feiras da Quaresma, era tradição um grupo de rapazes e raparigas correr as ruas da freguesia cantando o belocissimo. A letra de tais cânticos é a seguinte:
| O' Belocissimo Senhor Jesus Christo Pela Vossa morte e paixão. | O' Belocissimo Senhor Jesus Christo Pela vossa c'roa d'espinhos | O' Belocissimo Senhor Jesus Christo Pelos vossos divinos cravos. |

Ao longo do cântico, o grupo de rapazes e raparigas ia enumerando os martírios de Cristo.

### Alvíssaras
Era costume, em tempos mais antigos, que na madrugada de Sábado de Aleluia se fossem dar as alvíssaras (boas festas) à Senhora da Granja e à Senhora das Dores e, claro, ao vigário da freguesia. Durante o percurso era cantadas alvíssaras à Ressurreição, com acompanhamento de violas, guitarras e os tradicionais adufes. À porta do vigário, que por tradição oferecia aos cantores pão, vinho e frutos secos, era usual cantar-se o seguinte verso:
| Acorde, senhor vigário, Que já dá o sol na cruz: Venha dar as boas festas Ao coração de Jesus. |

### Fogueiras de Santo António
Usual em tempos idos, recuperou-se agora na freguesia algumas tradições de Santo António, nomeadamente as fogueiras e a queima do rosmaninho durante a noite. O povo junta-se, naturalmente, no largo da Capela de Santo António e além da muita diversão aproveita para comer as sardinhas e os pimentos assados e beberem do vinho da terra.

## Festas e romarias

### Páscoa
Por altura do domingo de Páscoa realiza-se a habitual missa pascal, no final da qual se beija a cruz do Senhor, sendo seguida de procissão pelas ruas da aldeia. Na Sexta-Feira Santa realiza-se uma procissão pelas ruas da aldeia, denominada Enterro do Senhor, com os homens a transportarem em ombros o esquife onde jaz o corpo de Jesus Cristo. A procissão é acompanhada com cânticos, com um popular, na frente do cortejo, a transportar a matraca, a qual marca a passagem da procissão.
À meia noite, de sexta-feira para sábado, é igualmente feita a Encomendação das Almas. Um grupo de mulheres junta-se no campanário da Igreja Matriz e inicia os cânticos. Em procissão o cortejo percorre todos os cruzeiros da aldeia, até chegar ao cemitério.

### Senhora da Granja
No dia seguinte à Páscoa, na segunda-feira, no lugar da Granja, próximo da freguesia, realiza-se uma festa conjunta com a população de Proença-a-Velha, a Romaria da Senhora da Granja, em honra da Nossa Senhora da Granja, da Santa Luzia e da Nossa Senhora das Preces, que consiste numa missa na pequena capela e numa procissão.
A Ermida de Nossa Senhora da Granja é um antigo local de culto, situado no campo, próximo das povoações de Aldeia de Santa Margarida, São Miguel de Acha, Pedrógão de São Pedro, Bemposta, Medelim e Proença-a-Velha, à qual pertence.
Por norma, a seguir à festa religiosa, muitos dos visitantes aproveitam os terrenos contíguos, repletos de oliveiras, à capela para realizarem alegres piqueniques familiares. Nestes terrenos, embora não na altura da festa, podem ser encontrados bois e vacas a pastar.
A romaria não pode terminar sem que, após o almoço, homens e mulheres das freguesias de Proença-a-Velha e Aldeia de Santa Margarida, à vez e ao despique, homenageiem a Senhora da Granja cantando, primeiro, à porta da capela e, depois, percorrendo o recinto à volta da pequena ermida, para regressar à porta da capela para a despedida final e desejo de regresso no ano seguinte.

### Pascoela
Festa de cariz exclusivamente masculino, também conhecida por Festa da Cabra, realiza-se na segunda-feira seguinte à romaria de Nossa Senhora da Granja, também no lugar da Granja. Nesse dia, os homens de Aldeia de Santa Margarida juntam-se na capela logo pela manhã e preparam um borrego oferecido por um popular, para o almoço. Pela tarde, após o repasto, seguem-se momentos de enorme lazer, com cantigas à desgarrada, jogos de cartas e jogo da malha. Os homens acabam por regressar à aldeia, percorrendo as ruas da freguesia a pé, a cantar, acompanhados de violas e acordeão.

### Festival das Flores
O Festival das Flores, organizado pela Junta de Freguesia de Aldeia de Santa Margarida e tendo o apoio directo da Câmara Municipal de Idanha-a-Nova, realizou-se pela primeira vez em Maio de 2010, constituindo-se, desde logo, como um enorme sucesso. No ano seguinte, no fim-de-semana de 30 de Abril e 1 de Maio, decorreu a segunda edição do festival.
Além dos milhares de flores, naturais e artificiais, espalhadas pelas ruas e casas da aldeia, e que foram feitas exclusivamente pela população desta freguesia, esta iniciativa contou ainda com a presença de dezenas de expositores de produtos e doçaria regionais, tasquinhas de comes e bebes e muita animação, de manhã até à noite, ao longo dos dois dias que durou o festival.
Em Maio de 2013 a freguesia realizou o IV Festival das Flores, ano a partir do qual este festival, cuja fama atravessou já fronteiras, passou a realizar-se de dois em dois anos, tendo em conta toda a logística que envolve a realização do mesmo. Assim, o V Festival das Flores realizou-se apenas em Maio de 2015.

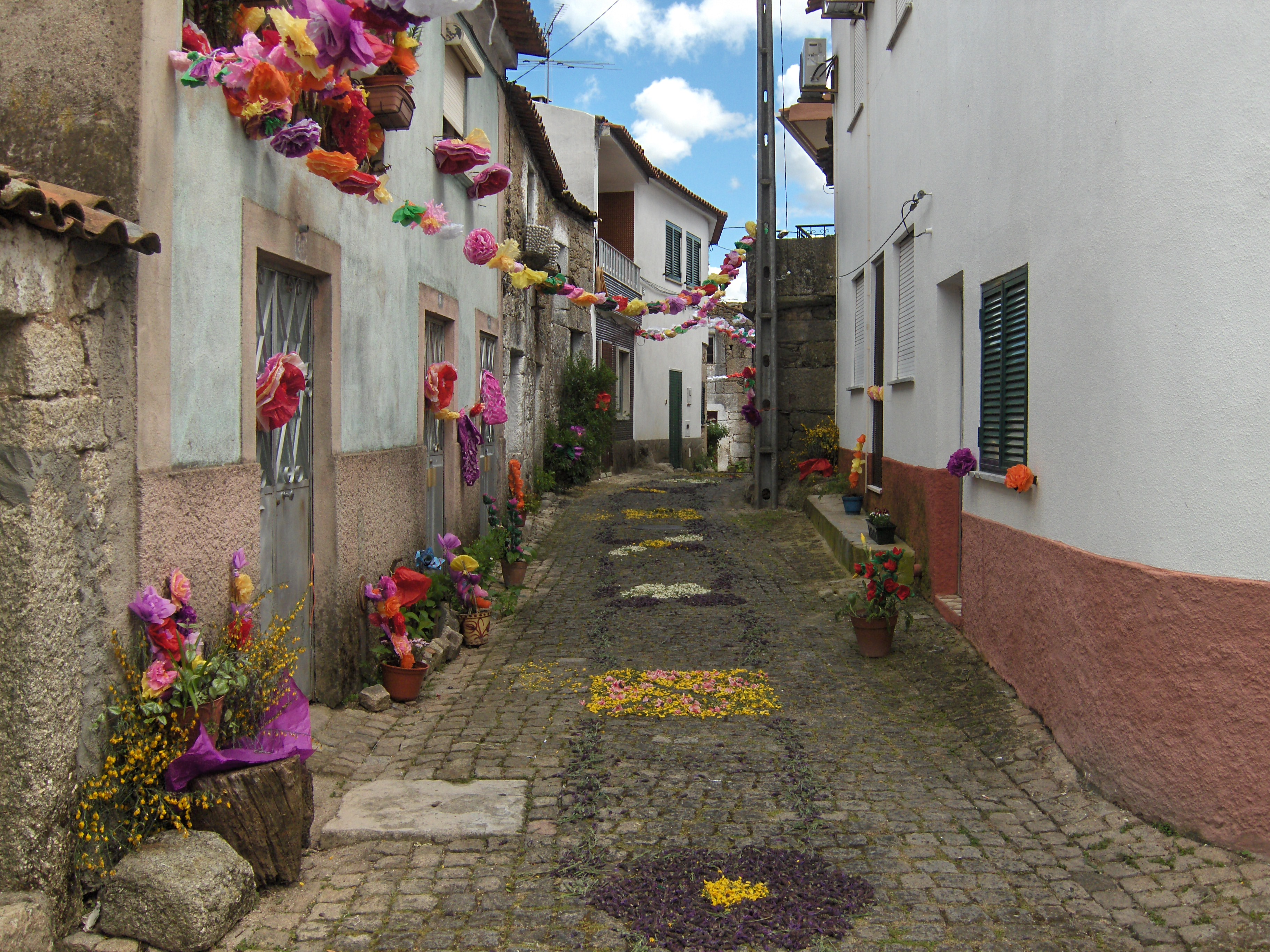
Aspecto de rua da aldeia durante o festival.

O VI Festival das Flores de Aldeia de Santa Margarida realizou-se a 26, 27 e 28 de Maio de 2017. Já a sétima edição deste festival realizou-se a 25 e 26 de Maio de 2019.

### Convívios Benfiquista e Sportinguista
Para festejar os feitos das suas equipas, os adeptos dos dois principais clubes de Lisboa, Sport Lisboa e Benfica e Sporting Clube de Portugal, realizam anualmente, no mês de Junho, o Convívio Benfiquista, que se realiza desde 2004, e o Convívio Sportinguista, mais antigo, que é organizado pelo menos desde 1995. Em fins-de-semana distintos, os adeptos de um e outro clube reúnem-se logo pela manhã e, ao longo do dia vão desenvolvendo diversas atividades.
O dia é concluído com um jantar e baile no Salão de Festas de Aldeia de Santa Margarida.

### Convívio dos Filhos da Terra
Marca o arranque do tradicional período de férias e procura juntar na aldeia todos aqueles que, naturais desta freguesia idanhense, vivem longe da terra que os viu nascer.
A primeira edição realizou-se em 2009 e ocorre sempre no último sábado de Julho.

### Festa de Verão

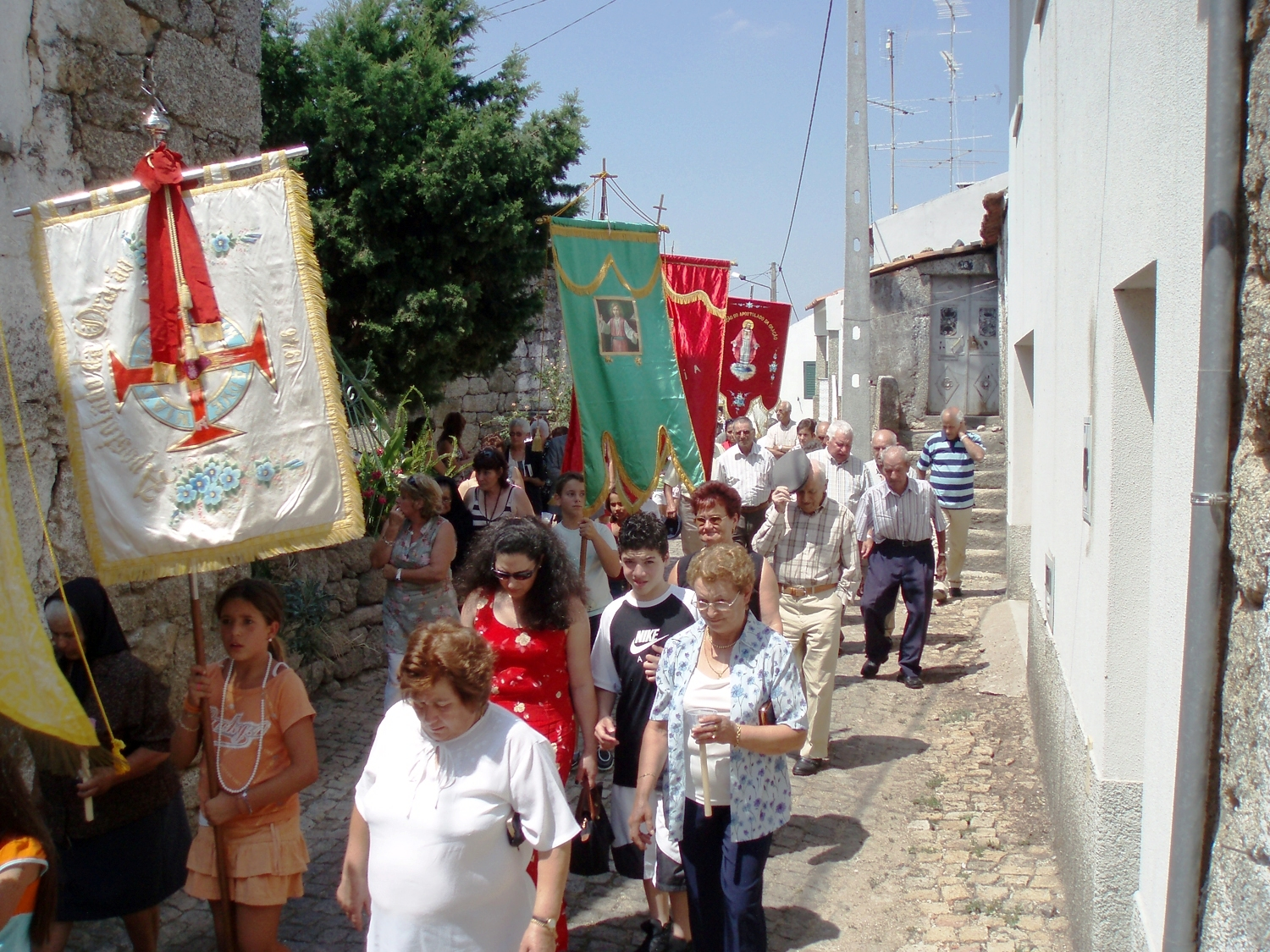
Procissão de Verão.

A Festa de Verão de Aldeia de Santa Margarida é, muito provavelmente, o momento alto e mais popular do ano. Realiza-se sempre no mês de Agosto, no fim-de-semana mais próximo do feriado do dia 15, data em que a Igreja Católica festeja a Assunção de Nossa Senhora.
Porque sucede num habitual mês de férias, este é também um excelente pretexto para o regresso dos emigrantes à terra que os viu nascer. A festa popular é ainda uma celebração em honra da padroeira Santa Margarida, onde se homenageia igualmente São Sebastião e Santo António.
A esta vertente da festa popular, que se realiza durante três a cinco dias, junta-se também a festa religiosa. No domingo realiza-se a eucaristia, seguida de uma procissão por várias ruas, ornamentadas com flores, da aldeia. Durante o percurso pela freguesia, os três andores dos santos e as diversas bandeiras festivas são levados em ombros por vários populares voluntários.
Durante a década de 1980, inúmeros artistas passaram pela festa de Verão de Aldeia de Santa Margarida, que era mesmo uma das melhores do Município. Entre esses artistas destaque para Tó Maria Vinhas, Nuno da Câmara Pereira e Ana Faria e os Queijinhos Frescos. Em agosto de 2011 atuou também na Festa de Verão desta freguesia o artista Mikkel Solnado.

### Natal e Missa do Galo

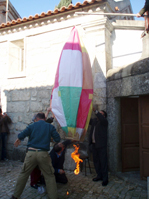
Lançamento do balão.

É uma das festas mais antigas e tradicionais da aldeia. Na noite de Consoada, os populares deslocam-se à tradicional Missa do Galo. Mas a festa começa no dia anterior ao Natal, com os habitantes da Aldeia a reunirem-se no adro da Igreja Matriz para ver ser acendido o tradicional madeiro, que consiste numa gigantesca fogueira feita com troncos, sobretudo de sobreiros, e que são reunidos pelos rapazes da aldeia que, no ano seguinte, vão às "sortes" (inspeção militar). A lenha é, normalmente, oferecida por populares.
Face à falta de rapazes novos, muitos populares, de forma voluntária, ajudam os jovens a recolher a madeira necessária para acender a fogueira em ponto gigante.
No final da Missa do Galo, o pároco da freguesia dá a beijar a pequena imagem do Menino Jesus a todos os populares que, simultaneamente, deixam ainda as suas oferendas num cesto junto à imagem. De seguida, os habitantes juntam-se à porta da igreja para assistir ao lançamento do balão de ar quente e ao fogo de artifício. Esta é uma tradição que é considerada quase única em Portugal na noite de Natal, havendo apenas registo de algo semelhante na cidade de Faro. Estes atos repetem-se no dia seguinte, após a missa do dia de Natal.
Tanto quanto se sabe, a primeira vez que o balão de ar quente foi lançado na noite de Consoada foi no ano de 1955.

### Passagem de ano
Trata-se de uma festa que, nos últimos anos, está a ganhar cada vez mais consistência e adeptos, já que ajuda a trazer à Aldeia, na festa da passagem de ano, muitos dos filhos da terra que se encontram a viver longe dali. Realiza-se no Salão de Festas da freguesia e prolonga-se até altas horas da madrugada, sendo composta por um jantar e baile depois das doze badaladas.

## Gastronomia
A gastronomia de Aldeia de Santa Margarida pouco difere da das outras freguesias do município e da região. Entre vários pratos, há a destacar os pratos confecionados à base de carne, como a sopa de matança, a caldeirada de borrego, o ensopado de javali ou de veado, pernil recheado de javali ou arroz de lebre, bem como uns espargos silvestres à moda de Idanha-a-Nova. Outro prato muito típico desta região é o borrego assado em forno de lenha.
Mas nem só de carne se faz a gastronomia de Aldeia de Santa Margarida. Embora se trate de uma localidade situada no interior do país, uns dos pratos que mais furor fazem nas mesas dos restaurantes são o achigã frito com arroz de tomate ou as migas de peixe.
Para quem goste de doces, há a destacar as famosas papas de carolo, feitas à base de sêmola de milho moído, ou arroz doce. Aldeia de Santa Margarida, à semelhança de muitas outras freguesias da Beira Baixa, tem também por tradição o fabrico das filhóses na altura do Natal. São feitas com farinha e ovos, podendo levar também abóbora e raspa de laranja. São fritas em azeite muito quente e depois de confecionadas, e ainda quentes, podem ser polvilhadas com uma mistura de açúcar e canela.
Além disso, são ainda típicos da freguesia, tal como de todo o Município, os borrachões, as broas de mel, os bolos de leite, os esquecidos, os bolos de azeite, o bolo doce da Páscoa e as tigeladas cozidas em forno de lenha.
O conMunicípiocelho de Idanha-a-Nova, assim como toda a região da Beira Baixa, é ainda muito famoso pelos seus queijos. Em Idanha-a-Nova, bem como em Aldeia de Santa Margarida, produzem-se tradicionalmente três tipos de queijo artesanal: o queijo de ovelha, queijo de mistura e queijo picante. São feitos a partir exclusivamente do leite de ovelha ou à base de uma mistura de leite de ovelha e de cabra. Graças à sua qualidade superior e à tradição do processo de produção, estes queijos conquistaram o direito ao uso da Denominação de Origem Protegida (DOP), reconhecida pela União Europeia.

## Artesanato

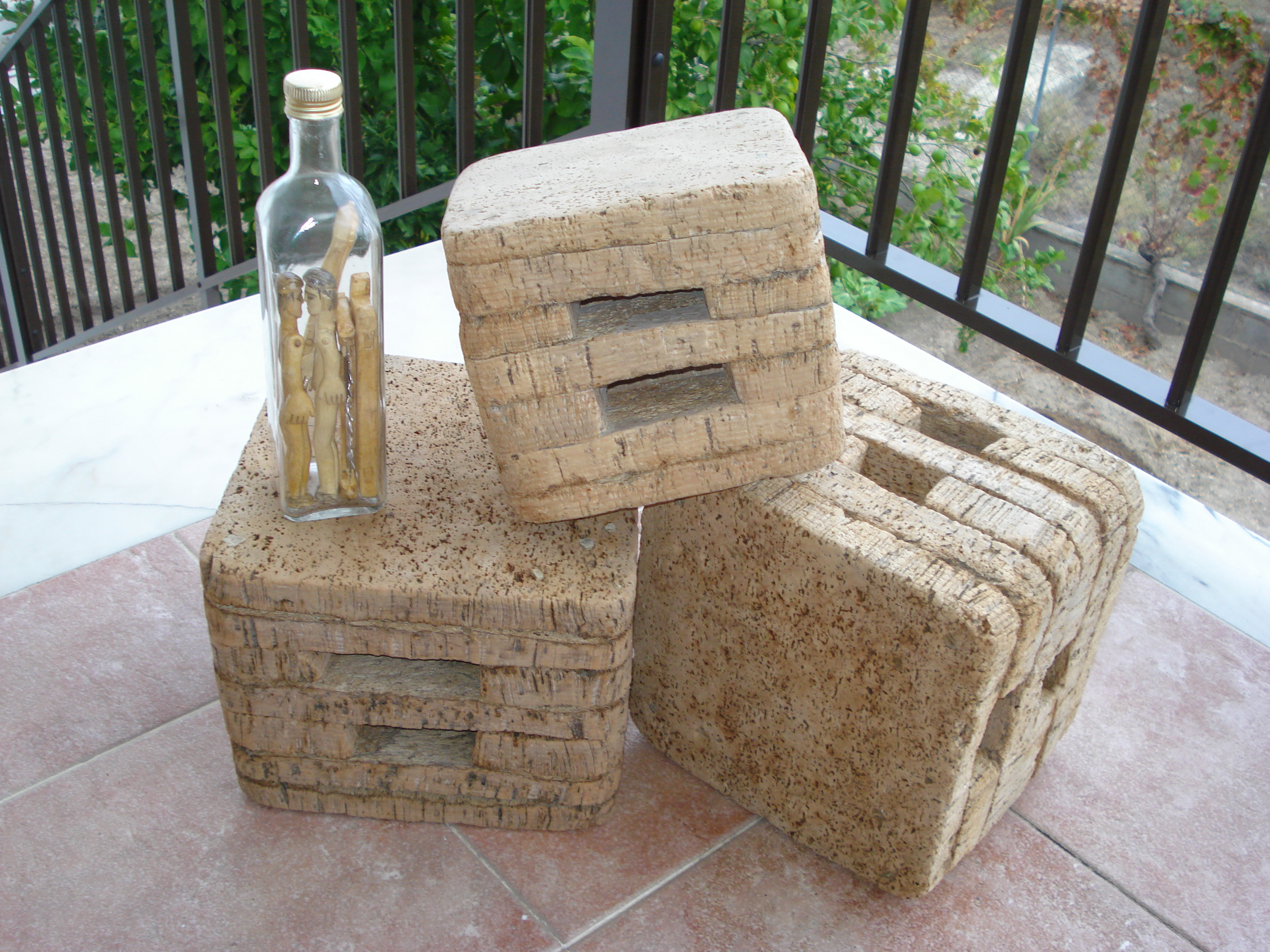
Exemplar de trapeço ou trepesso.

O artesanato nesta freguesia não difere muito das diversas expressões culturais que podem ser encontradas no Município, abrangendo praticamente todos os materiais disponíveis. Derivados do modo de produção rural foram sendo criados produtos visando, essencialmente, a respectiva utilidade prática. Simultaneamente procuraram acompanhar a evolução da vida social e o bem-estar, pelo que foram aparecendo produtos que passaram a ter um objectivo mais decorativo.
"Nuns e noutros se espelham o engenho, a criatividade e a aplicação do saber feito de experiência e cultura, transmitidos de geração em geração. Trata-se de um património cultural, de valor incalculável, que é urgente defender através da divulgação e adequada comercialização", salienta a autarquia idanhense na sua página oficial.
Além dos bordados e das mantas de fio e de orelos, atualmente ainda é possível encontrar-se na região de Aldeia de Santa Margarida, e do próprio Município de Idanha-a-Nova, quem faça os famosos trapeços (ou trepessos), que mais não são do que pequenos bancos, feitos com cortiça e pregos de madeira.
Segundo António Cajado Martins, um dos últimos seguidores desta arte em Aldeia de Santa Margarida, cortam-se bocados de cortiça que depois são compostos com a navalha até ficarem mais bonitos e lisos. Por fim pregam-se as diferentes peças umas nas outras com pregos feitos de paus de esteva, completando assim o pequeno banco.

## Património
- Balcões de granito
- Campanário
- Casa da Freguesia
- Capela de Santo António

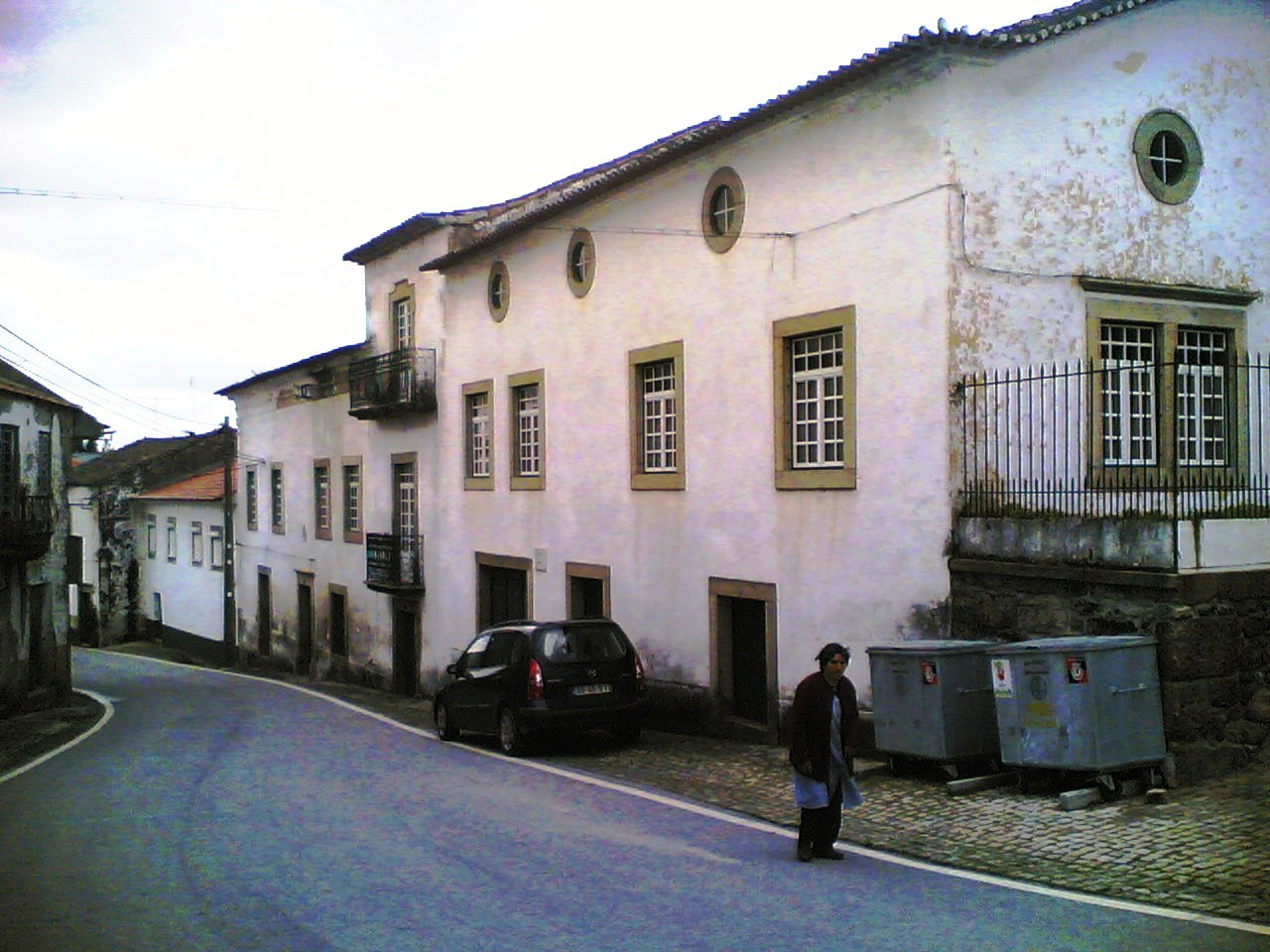
Casa Sarafana.

- Capela de São Sebastião, também Casa Mortuária
- Capela do Cónego
- Casa Sarafana
- Casas antigas de granito
- Cruzeiros da Via Sacra
- Escola primária
- Fonte da Cascalheira
- Fonte Nova
- Igreja Matriz de Aldeia de Santa Margarida
- Jardim Público de Aldeia de Santa Margarida
- Monumento ao Imaculado Coração de Maria
- Poço Concelho
- Salão de festas
- Solar Megre

## Heráldica

### Brasão de armas
É composto por um escudo de prata, torre sineira com dois arcos a negro, lavrada do campo, com ramos verdes de oliveira nos flancos frutados de negro e  com sinos a vermelho, badalados de azul.
Tem ainda uma coroa mural de três torres a prata e um listel branco com a legenda "Aldeia de Santa Margarida" a negro.

### Bandeira
A bandeira de Aldeia de Santa Margarida tem um fundo de cor verde, com uma haste e lança a ouro, com cordão e borlas a prata e verde.
No centro da mesma encontra-se o brasão da aldeia.

### Selo
Este símbolo tem em destaque os símbolos centrais do brasão da freguesia, que se encontra ladeado, a toda a volta, pelas inscrições "Junta de Freguesia de Aldeia de Santa Margarida" e "Idanha-a-Nova", o Município ao qual pertence esta freguesia, sendo estas inscrições separadas por duas estrelas.

## Instituições e equipamentos

### Liga dos Amigos de Aldeia de Santa Margarida

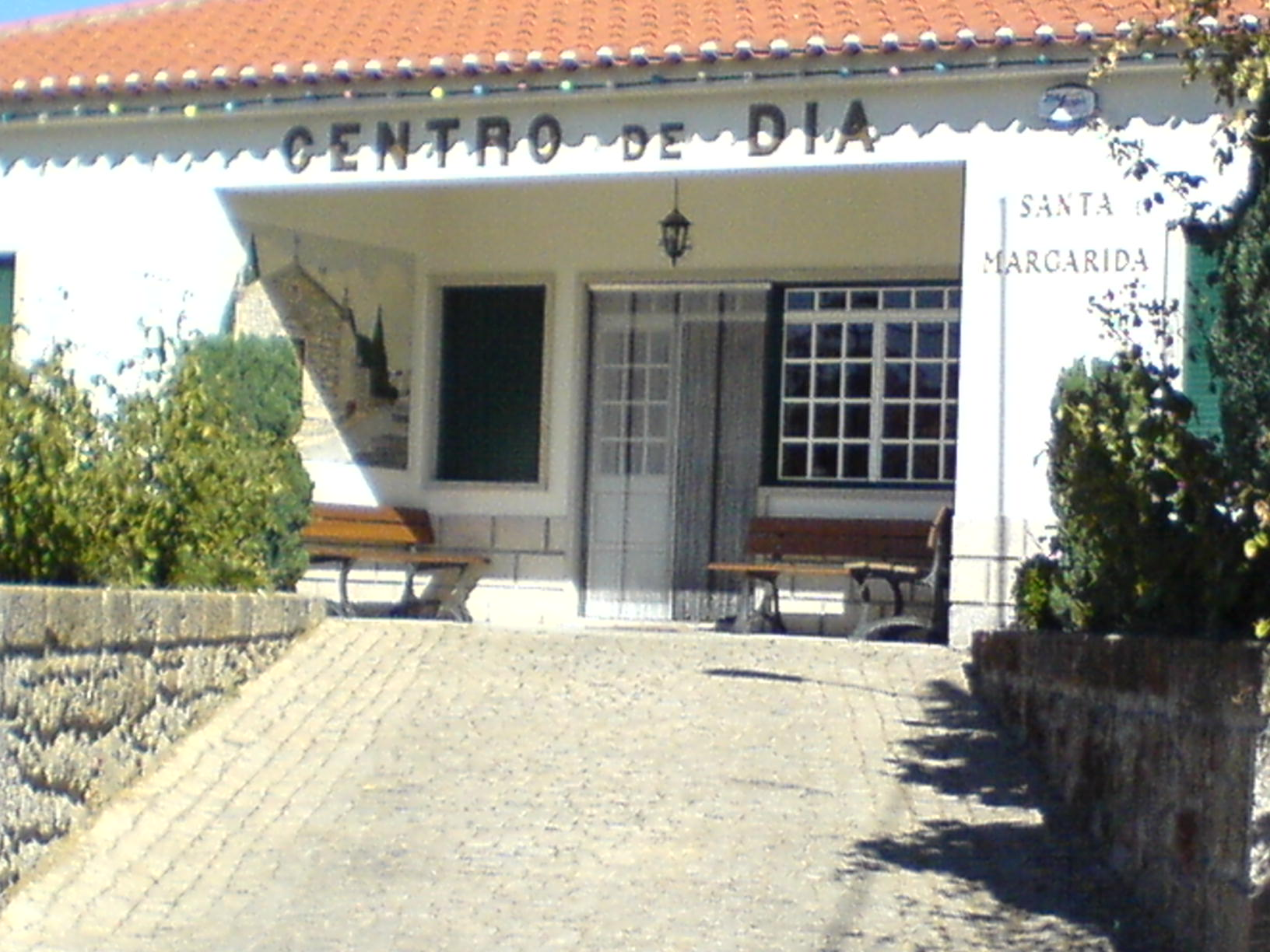
Centro de Dia para Apoio a 3.ª Idade de Aldeia de Santa Margarida.

Aldeia de Santa Margarida dispõe de um Centro de Dia para Apoio a 3.ª Idade, gerido pela Liga dos Amigos de Aldeia de Santa Margarida, fundada a 20 de Abril de 1997, e que se encontra aberto a todos aqueles que, sendo naturais desta localidade, se queiram inscrever como associados da Liga. Tem um quadro laboral de seis funcionárias, que realizam diversos serviços de apoio ao domicílio, e nas instalações do próprio Centro, entre as quais servir refeições, fazer a limpeza das casas e o tratamento das roupas, bem como a higiene pessoal dos idosos e a realização de serviços diversos do dia-a-dia (compras de bens alimentícios e medicamentos, pagamento de compras, etc.).
O Centro funciona diariamente, das 8 horas da manhã às 7 horas da tarde, e, na última sexta-feira de cada mês, é realizada uma missa. Na época natalícia realiza-se também uma festa de Natal, que procura juntar no mesmo espaço os utentes e os familiares dos idosos, bem como os restantes associados.
A Liga dos Amigos de Aldeia de Santa Margarida tem ainda em curso um projecto que visa a construção de um Lar de Apoio a 3.ª Idade. Para esse efeito adquiriu, em 2006, a Casa Sarafana, situada ao lado da Igreja Matriz da freguesia, cujas obras esperam apoio financeiro para arrancar.
Trata-se de uma antiga casa senhorial, pertencente à família Vaz Sarafana, abastada família que em tempos habitou Aldeia de Santa Margarida. A casa, além de um amplo espaço interior, dispõe igualmente de um grande jardim nas traseiras. Tem também uma entrada directa para o interior da igreja, facilitando deste modo o acesso aos futuros frequentadores do lar.

### Associação de Caçadores de Aldeia de Santa Margarida
No edifício da Junta de Freguesia, em dias específicos, funcionam ainda o centro de saúde e posto médico. Serve igualmente de posto dos correios e local de ensaio do Grupo de Cantares de Aldeia de Santa Margarida.

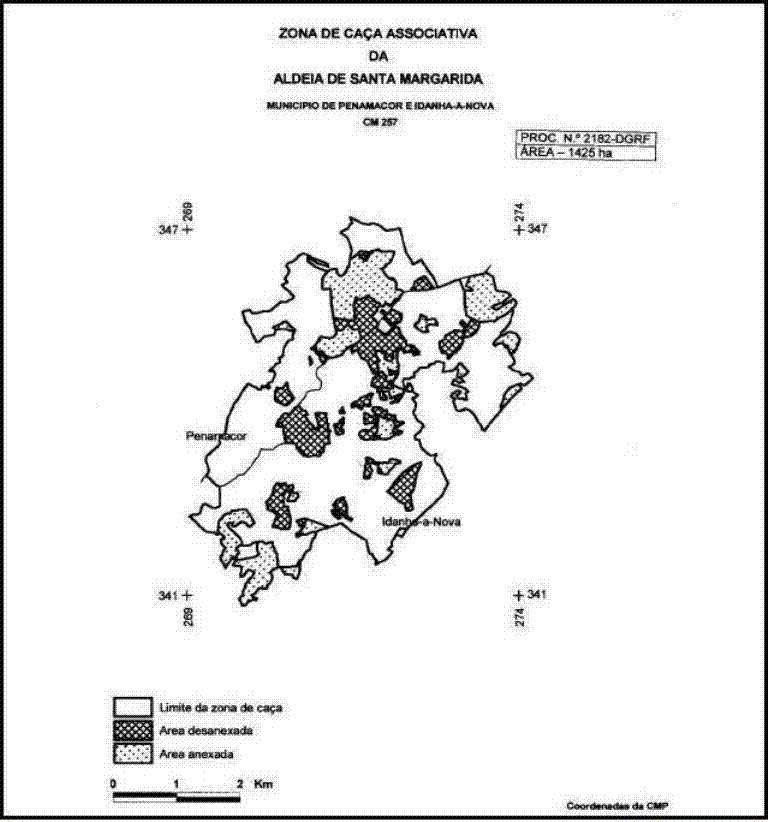
Zona de Caça Associativa de Aldeia de Santa Margarida.

 É também aqui que se reúne a Associação de Caçadores de Aldeia de Santa Margarida, criada em maio de 1998 e que conta atualmente com cerca de meia centena de associados, todos naturais ou residentes na aldeia.
A 24 de Agosto de 1999, com a portaria n.º 708/99, o Governo português, através do Ministério da Agricultura, do Desenvolvimento Rural e das Pescas, criou a zona de caça associativa de Aldeia de Santa Margarida (processo n.º 2182 da Direção-Geral das Florestas), concessionando a mesma zona à Associação de Caçadores de
Aldeia de Santa Margarida por um período de seis anos. Nessa altura, a zona de caça englobava uma área de 1158,56 hectares, abrangendo os municípios de Idanha-a-Nova e Penamacor.
Mais tarde, através da portaria n.º 868/2005 de 21 de Setembro de 2005, o mesmo ministério autorizou a renovação da concessão solicitada pela Associação e, simultaneamente, procedeu à anexação de outros prédios rústicos. A renovação foi autorizada por um período de doze anos, passando a zona de caça a englobar uma área de 1425 hectares, nos municípios de Idanha-a-Nova e Penamacor.
As principais espécies de caça existentes na freguesia, e no Município idanhense, são o coelho-bravo, o pombo-torcaz, a rola, a codorniz, a lebre, a perdiz, o tordo e o javali.
A Associação tem como principais objectivos, além da caça organizada, o ordenamento das espécies cinegéticas, o controlo de predadores e a manutenção de terrenos pertencentes à zona de caça e que é devidamente fiscalizada por um guarda florestal. Tem ainda a responsabilidade de inventariar as espécies e detectar os incêndios nos terrenos da zona de caça associativa.

### Grupo de Cantares de Aldeia de Santa Margarida

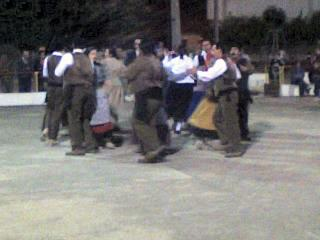
Festival de Música Tradicional.

Em Aldeia de Santa Margarida existe um grupo de cantares, composto maioritariamente por mulheres, que procura recolher, promover e preservar o património cultural de Aldeia de Santa Margarida e do Município de Idanha-a-Nova. Têm como principais instrumentos musicais a viola, bandolim e o adufe, o instrumento mais típico desta região de Portugal.
O Grupo de Cantares de Aldeia de Santa Margarida, criado por escritura a 13 de Julho de 2006, tem atuado em diversos festivais de música tradicional organizados por ranchos folclóricos da Beira Baixa, e não só, envergando os antigos trajes típicos da aldeia e da região. O grupo tem sido também convidado para animar várias festas organizadas por outras associações culturais e recreativas da região, bem como feiras e festivais organizados, sobretudo, pela Câmara Municipal de Idanha-a-Nova e de Penamacor. Além, claro, da habitual atuação anual nas festas de Verão de Aldeia de Santa Margarida.
O Grupo de Cantares foi fundado em 1998, e, anualmente, no início do mês de junho, promove o Festival de Música Tradicional de Aldeia de Santa Margarida, organizado pela primeira vez em 2005. Já no início do ano de 2007 lançou o seu primeiro trabalho discográfico, que foi baptizado com o nome do grupo e no qual foram compilados alguns dos seus cantares mais habituais e mais conhecidos da região da Beira Baixa e, sobretudo, do Município de Idanha-a-Nova.

### Grupo de Bombos "Os Tapori a Bombar"
O grupo de bombos de Aldeia de Santa Margarida, "Os Tapori a Bombar", foi criado em outubro de 2008 e é composto por 12 elementos. A primeira aparição pública do Grupo de Bombos Os Tapori a Bombar ocorreu a 25 de outubro de 2008. Este grupo foi, de certo modo, impulsionado pelo grupo do Paul "Tok'Avakalhar", uma vez que foi a partir da sua atuação em Aldeia de Santa Margarida que se começou a formar. Além disso foi também junto daquele grupo que "Os Tapori a Bombar" adquiriram a maioria dos instrumentos.
O nome escolhido é inspirado no nome de uma antiga tribo Lusitana, os Tapori.
Entre os instrumentos contam-se 6 bombos, 5 caixas e um pífaro. No final de 2009 foi adquirida uma gaita-de-foles transmontana.
"Os Tapori a Bombar" dão ainda formação a cinco crianças.
A 3 de Julho de 2010 realizam o I Encontro de Bombos de Aldeia de Santa Margarida.

### União Desportiva de Aldeia de Santa Margarida
Em 30 de Maio de 1980 foi constituída a Associação Cultural e Desportiva de Aldeia de Santa Margarida (ACDASM), que tinha por como principais objectivos a promoção cultural, desportiva e recreativa dos seus associados, bem como da população local. A ACDASM fomentou sobretudo o atletismo, o cicloturismo, o ténis, o tiro ao prato, o futebol de 11 e o futebol de 5.
Sob a égide desta colectividade foi inaugurado a 30 de Julho de 1983 o Campo de Jogos António Vaz Sarafana. Este espaço, para além de campo de futebol, serve ainda de recinto das festas que se realizam no Verão, no fim-de-semana mais próximo do dia 15 de Agosto.
O recinto conta ainda com um ringue de futebol de 5, inaugurado a 28 de Abril de 1985. O campo de jogos está ainda equipado com uma estrutura de bar, um grelhador, casas-de-banho e um parque infantil. No espaço anexo ao campo foi também construído o salão multi-usos, que dispõe de uma cozinha, forno e um pequeno bar de apoio.
Efectuam-se aqui algumas das pequenas festas, também conhecidas por ramos, que se realizam na freguesia ao longo do ano, em períodos muito específicos, como o Natal, a Passagem de Ano ou o Carnaval. Festividades que são aproveitadas pelas comissões de festas, responsável pela festa de Verão, para efectuar um peditório para ajudar a pagar as festividades.
Em 1997 os dirigentes da Associação Cultural e Desportiva de Aldeia de Santa Margarida resolveram, por questões organizacionais, criar uma nova entidade, denominada União Desportiva de Aldeia de Santa Margarida. Esta colectividade, embora tenham mantido os mesmos objectivos da anterior e haja cumprido todas as formalidades para funcionar legalmente, não tem registado, até ao momento, qualquer atividade.

### Mão D'Arte
No seguimento de alguns cursos de bordados ministrados na aldeia, foi constituída, por algumas ex-formandas, uma cooperativa, a Mão D'Arte, com o objectivo de produzir e comercializar produtos artesanais.
A cooperativa de artesanato registou sempre uma reduzida atividade e, em 2007, acabou por ser dissolvida.

### Pirotecnia Beirense
No lugar da Fonte Nova funciona, desde 1875, uma oficina de pirotecnia que, desde essa altura, tem sido dirigida pela família Robalo. Os conhecimentos nesta arte dos foguetes e balões de ar têm sido transmitidos na família, de geração para geração, até à atualidade. Uma fábrica que contribuiu para que Aldeia de Santa Margarida seja conhecida como a terra dos fogueteiros. A Pirotecnia Beirense, cujo atual gerente é José Robalo, proprietário de um dos cafés da aldeia, é conhecida em quase todo o país e Ilhas, tendo já sido distinguido, ao longo dos anos, com vários prémios.

### Equipamentos educativos

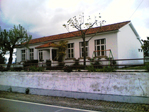
Escola Primária de Aldeia de Santa Margarida.

A freguesia dispõe igualmente de um infantário e de uma escola do primeiro ciclo do ensino básico. O edifício foi inaugurado em 1935 e, na altura, representou um importante melhoramento para a freguesia que desde 1925 tinha encerrada a anterior escola primária da povoação.
Ao longo dos anos, nomeadamente entre a década de 50 e 70 do século passado, o elevado número de crianças então existentes nesta aldeia obrigou mesmo ao recurso a um espaço anexo, provisório, que serviu igualmente de sala de aulas.
No entanto, com o decréscimo de população na freguesia, e consequentemente com a redução da taxa de natalidade, ao abrigo de um programa elaborado pelo Ministério da Educação português, o estabelecimento de ensino foi encerrado oficialmente no final do ano lectivo de 2006/2007, devido ao baixo número de alunos existentes nesta localidade no ensino primário.
A escola manteve-se aberta ainda durante dois anos, mas acabou por encerrar portas, em definitivo, no final do ano lectivo de 2008/2009.

### Solar Megre

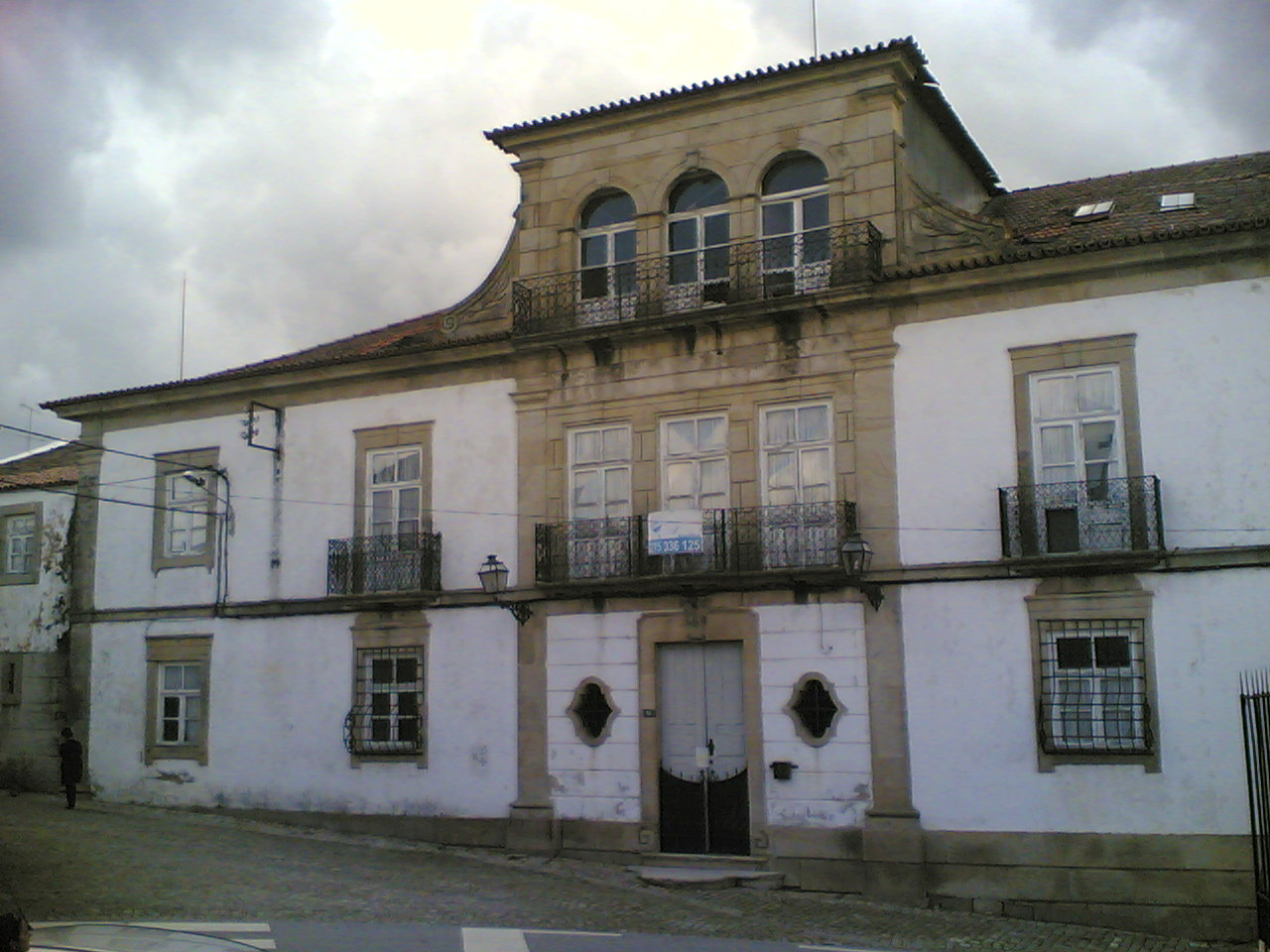
Solar Megre, Casa Grande ou Casa das Freiras.

No largo da Igreja Matriz está edificada o Solar Megre, atual Casa Diocesana, que possui uma enorme quinta, nas traseiras do edifício.
O Solar Megre, também conhecido por Casa Grande ou Casa das Freiras, foi construído nos princípios do século XIX, pertenceu inicialmente à família Godinho Boavida, sendo mais tarde adquirida pelo Dr. Domingos Megre. Nos anos 50/60 do século XX foi doado pela família Megre à Diocese de Portalegre-Castelo Branco e albergou, durante muitos anos, as irmãs da congregação das Missionárias Reparadoras do Sagrado Coração de Jesus, que prestava diversos serviços à comunidade e várias atividades de apostolado, entre as quais cursos de cristandade, cursos de catequese, cursos de noivos, retiros e encontros de casais.
O solar possui ainda uma grande quinta, onde eram criados porcos, vacas, ovelhas, galinhas e cavalos, além de diversas culturas agrícolas que serviam, sobretudo, para abastecer a cozinha da congregação diocesana.
Mais tarde, e depois de as Missionárias Reparadoras do Sagrado Coração de Jesus terem abandonado esta freguesia beirã, a Casa Grande foi ocupada pela Associação Le Patriarche, uma associação francesa de recuperação de toxicodependentes. Também aqui a quinta tinha um papel importante não só na criação de animais e bens para alimentação, como também para atividades dos internados. A associação permaneceu na aldeia até meados da década de 1990. O edifício está desocupado e a diocese colocou-o à venda.

### Ponte da Ribeira de Ceife

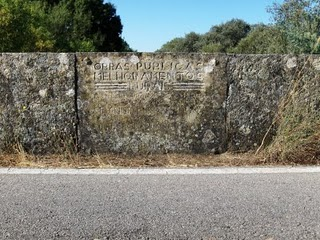
Data da inauguração da Ponte sobre a Ribeira de Ceife.

À saída de Aldeia de Santa Margarida, na estrada que vai para a Mata da Rainha e para as Martianas, existe uma ponte sobre a Ribeira de Ceife. A meio da ponte existe uma pedra, do lado direito de quem vem das Martianas para Aldeia, com a indicação da data de inauguração da ponte. A pedra não é difícil de encontrar e tem várias inscrições, algumas mais legíveis do que outras. Infelizmente o estado de conservação não é o melhor, pelo menos no que diz respeito às inscrições que lá se encontram.
Daquilo que é dado a perceber, a placa indica que a ponte foi inaugurada a 17 de Março de 1938. Contudo, o ano não parece muito perceptível. De qualquer modo, o que parece lá estar inscrito é o seguinte:
| OBRAS PÚBLICAS MELHORAMENTOS RURAIS PONTE INAUGURADA EM 17 de MARÇO de 1938 SENDO PRESIDENTE DA REPÚBLICA S.E. GENERAL OSCAR F. CARMONA PRESIDENTE DO MINISTÉRIO DOUTOR OLIVEIRA SALAZAR MINISTRO DAS OBRAS PÚBLICAS ENGENHEIRO DUARTE PACHECO |

Parece haver aqui algumas incongruências pois, de acordo com a bibliografia disponível, em Março de 1938 Duarte Pacheco ainda não voltara a ser ministro das Obras Públicas. Só o seria, novamente, a partir de Maio desse ano.

## Lendas

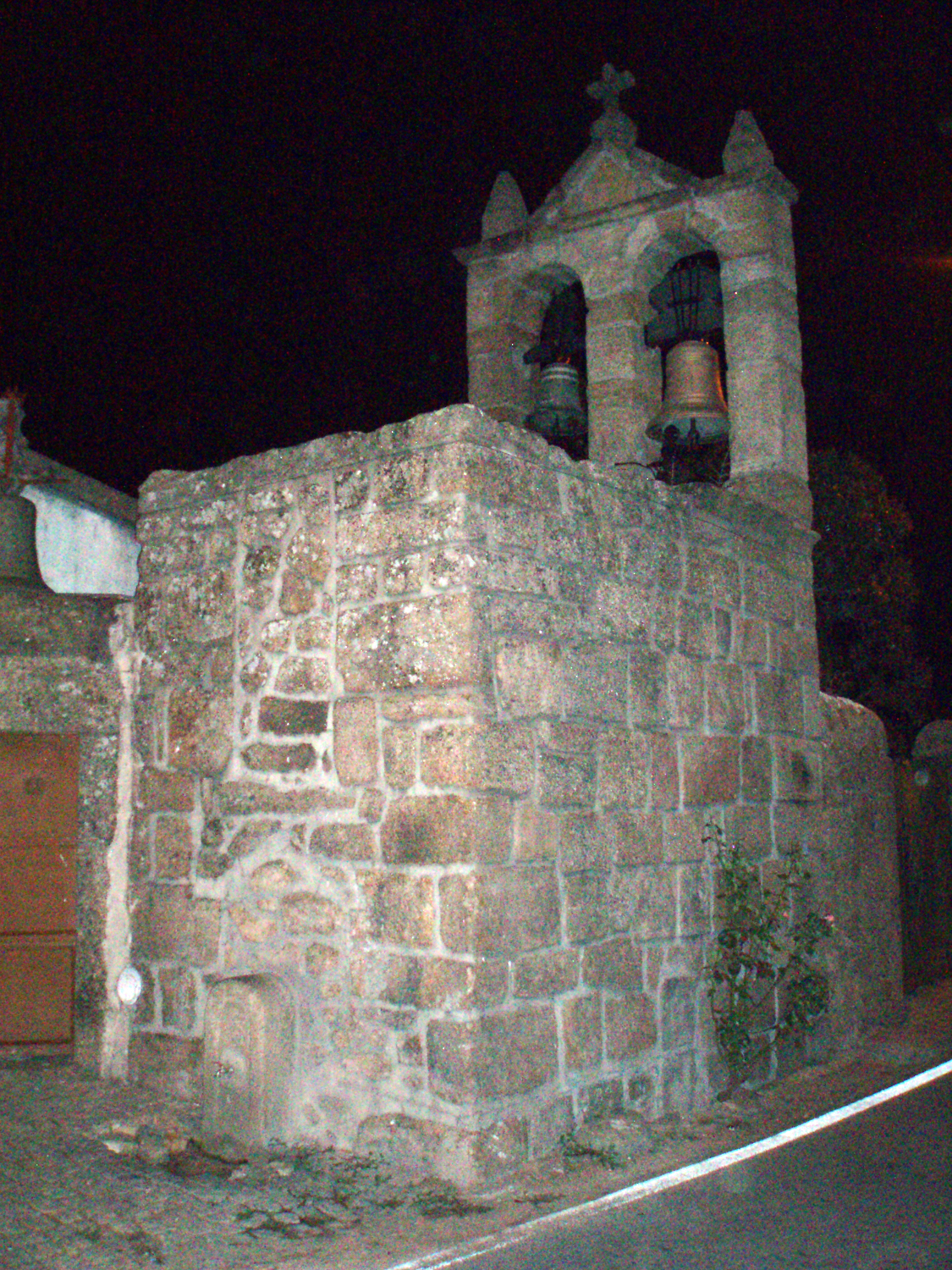
Campanário da Igreja Matriz.

### Lenda do Sino
Reza a história que um certo dia, quando se lavravam as terras no lugar chamado de Sesmarias, terá o bico do arado tocado num objecto, que após ter sido desenterrado se revelou ser um sino. Contudo, e como este lugar ficava entre São Miguel D’Acha e Aldeia de Santa Margarida, ambas as povoações defendiam a posse sobre este curioso achado. Após longa discussão e sem um entendimento, as duas populações chegaram a uma solução: sairiam dali, chegariam às suas aldeias e voltariam de novo àquele lugar. Quem chegasse primeiro teria direito ao sino. Os de Aldeia de Santa Margarida foram os vencedores e ficaram com o sino que, segundo a lenda, ainda hoje está no campanário e que data de 1795.

### Figueira dos Medos
Contam os mais antigos que, na Aldeia de Santa Margarida, há um lugar chamado Figueira dos Medos, também conhecido por Espojadores. Um local situado numa encruzilhada de quatro caminhos. Aqui, conta a lenda, sempre que se verificava uma noite de Lua Cheia, os lobisomens existentes na freguesia juntavam-se para se transformarem.

### Barroco das Campainhas
A caminho das poldras da ribeira de Ceife, existe uma grande rocha de granito, que encanta os novos visitantes da aldeia, pela sua beleza, tamanho e forma. Os habitantes da aldeia aproveitam então para brincar com o visitante (se tiverem confiança com a pessoa) dizendo-lhe que naquele barroco se ouvem campainhas. Perante as dúvidas da outra pessoa é lançado o desafio de encostar a cabeça à pedra de modo a conseguir ouvir tão inesperado sim. Nesse instante, mal o inexperiente visitante aproxima a cabeça do barroco, o amigo aldeão empurra-lhe a cabeça contra a pedra e a outra pessoa, com a dor, ouve mesmo campainhas!

## Feiras e mercados
Realizam-se na Aldeia de Santa Margarida duas feiras anuais. Uma a 3 de Agosto e outra a 8 de Dezembro. Ao longo do restante ano realiza-se o habitual mercado mensal, no último sábado de cada mês.
Tanto a feira como o mercado realizam-se no Largo de Santo António, situado junto à Capela de Santo António.

## Sítios e lugares

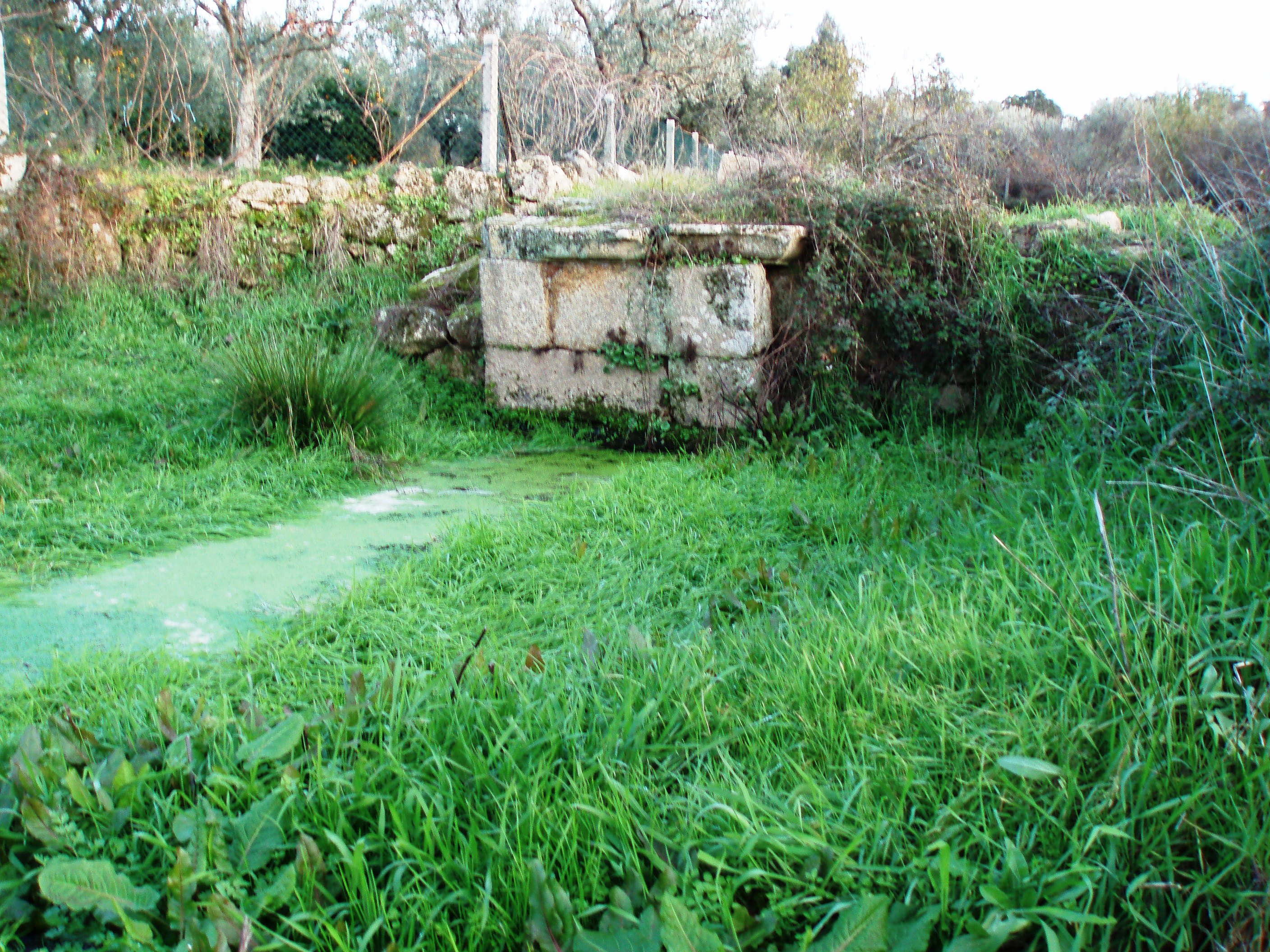
Fonte Nova.

- Atafona
- Badaneiras
- Barracão
- Barros
- Bica
- Cabanal
- Castanheiros
- Figueira dos Medos
- Fonte Nova
- Freixal
- Granja
- Grasiela
- Gravelha
- Lajola
- Mendes
- Moinhos
- Montes
- Paiol
- Pinheira
- Poço das casinhas
- Poldras da Ribeira
- Sesmarias
- Sumos
- Talefe
- Taliscas
- Terço
- Vale Mescavide
- Vale de Santa Catarina

## Personalidades
- Francisco António Cândido: Cónego português que durante muitos anos participou nas missões em África. Faleceu, segundo consta, na década de 1960 e foi sepultado juntamente com o seu irmão, António Francisco Cândido, no cemitério de Aldeia de Santa Margarida.
- Francisco Marcelo Curto: Escritor,[45]advogado (licenciou-se Direito pela Universidade de Lisboa) e político português ligado à fundação do Partido Socialista (PS), foi deputado na Assembleia da República entre 1975 e 1987. Pertenceu ainda ao I Governo Constitucional, primeiro como secretário de Estado do Trabalho e ocupando de seguida o cargo de ministro do Trabalho, substituindo António Maldonado Gonelha. Foi igualmente professor universitário e vereador da Câmara Municipal de Oeiras. Faleceu em 2 de Fevereiro de 2001[46].
- Francisco Rolão Preto: Foi um dos fundadores do Integralismo Lusitano e líder do Movimento Nacional-Sindicalista. Fascista, monárquico, tentou derrubar Salazar por ser um “homem de centro e um formalista universitário”. Pelas suas críticas ao Presidente do Conselho foi preso e viveu no exílio diversas vezes, incluindo em Aldeia de Santa Margarida. Viria a apoiar Humberto Delgado e, depois do 25 de Abril, aderiu ao Partido Popular Monárquico[47].
- Manuel Marcelo Curto: Político português, licenciado em Direito pela Universidade Clássica de Lisboa, irmão de Francisco Marcelo Curto. Este beirão ingressou no serviço diplomático em 1972 e no Ministério dos Negócios Estrangeiros entre 1972 e 1974. Foi embaixador em Moscovo entre 1974[48] e 1976 e entre 2004 e 2009[49]; esteve na Embaixada em Teerão em 1976; no Gabinete do Ministro do Comércio e Turismo em 1976-1977; Cônsul em Santos em 1976-1980; Cônsul em Toulouse em 1980-1985; Director de Serviços da Europa, no MNE, em 1985-1988; conselheiro na Embaixada em Bona em 1988-1990; Ministro-Conselheiro na Embaixada em Moscovo em 1990-1994; Embaixador no Irão em 1994-1997[50]; Embaixador na Índia (também acreditado no Sri Lanka, Nepal e Bangladesh) em 1997-2001[51]. Encarregado de Missão e Embaixador do Ministério das Relações Exteriores, representante do Ministro das Relações Exteriores na presidência da OSCE (2001 a 2002) e Embaixador no México (2002 a 2004). A 17 de Novembro de 2009 tomou posse como Representante Permanente de Portugal nas Nações Unidas[52].

### Sítios da Aldeia
- «Blogue de Aldeia de Santa Margarida»
- «Página de Aldeia de Santa Margarida»
- «Google Groups de Aldeia de Santa Margarida»
- «Página de fãs de Aldeia de Santa Margarida». no Facebook
- Grupo de Amigos de Aldeia de Santa Margarida no Facebook
- «Aldeia de Santa Margarida». no Twitter
- «Blogue do Grupo de Bombos Os Tapori a Bombar»

### Sítios municipais
- Junta de Freguesia de Aldeia de Santa Margarida
- Câmara Municipal de Idanha-a-Nova
- «Diagnóstico Social do Município de Idanha-a-Nova» (PDF). (em formato PDF)
- Freguesia de Aldeia de Santa Margarida (sítio da CM Idanha-a-Nova)
- «Turismo e unidades hoteleiras do concelho»

### Jornais regionais e publicações
- «Jornal Gazeta do Interior»
- «Jornal Reconquista»
- «Jornal do Fundão»
- «Revista Adúfe»
- Beira.pt
- Beiranews

### Instituições oficiais
- «Diário da República Electrónico»
- «Instituto Nacional de Estatística»
- «Instituto do Emprego e Formação Profissional»
- «Comissão Nacional de eleições - Resultados eleitorais»

### Associações
- Liga dos Amigos de Aldeia de Santa Margarida
- «Adraces - Associação para o Desenvolvimento da Raia Centro Sul»